# Antonio María Valencia
Antonio María Valencia Zamorano, ODB (Cali, 10 de noviembre de 1902-Cali, 22 de julio de 1952) fue un pianista, educador, difusor cultural, filántropo, y compositor colombiano.
Es considerado como una de las figuras más importantes de la cultura mundial de mediados del siglo XX, siendo uno de los primeros músicos colombianos que completó su formación en Europa, y uno de los precursores de la institucionalización de la enseñanza musical en su país. Junto a Guillermo Uribe Holguín fue pionero del movimiento nacionalista colombiano de principios del siglo.
Destacado concertista de la Schola Cantorum de París, regresó a su ciudad natal para iniciar una revolución artística, cultural e ideológica al democratizar la enseñanza profesional de las Bellas Artes en todos los sectores sociales y étnicos de Colombia.
Fue el fundador del Conservatorio de Cali (hoy Conservatorio Antonio María Valencia) así como principal promotor del Instituto Departamental de Bellas Artes, institución universitaria pública del Valle del Cauca. Al iniciar la Segunda Guerra Mundial, ordenó que el conservatorio de Cali se convirtiera en el centro de una red humanitaria que dio asilo y nombró como docentes al menos a 52 extranjeros de la mayoría de naciones en guerra.
Gracias a su labor la Banda Departamental del Valle del Cauca es la única banda musical regional más antigua de Colombia, y la única activa a la fecha por el recorte de financiación en tiempos de la presidencia de Álvaro Uribe.
Pese a su inmenso legado, su figura ha sido históricamente despreciada por su homosexualidad y su adicción a la morfina (que agravaron su estado de salud y causaron su muerte prematura), aunque en los últimos años se ha empezado a ensalzar nuevamente su figura.

## Biografía
Su estudios musicales iniciaron con su padre, Julio Valencia Belmonte, violonchelista del conjunto musical Lira Colombiana, fundado por Pedro Morales Pino. Su padre desde los ocho años le enseñó a tocar el piano y a los 10 años compuso su primera obra, Himno al Regimiento Ricaurte de Bogotá. En 1916 viaja a Panamá y algunas ciudades del sur de los Estados Unidos como concertista, y en 1918 se trasladó a Bogotá donde rechazó una beca del Conservatorio Nacional de Música por recibir clases particulares con Honorio Alarcón. A la muerte de su maestro regresó a Cali provisionalmente, pero volvió a Bogotá para integrarse al Conservatorio.
El gobierno nacional le otorgó una beca para viajar a París en 1923 y estudiar en la Schola Cantorum de París, donde tuvo como profesores a Vincent d'Indy, Paul Braud, Paul Le Flem, Manuel de Falla, Louis Saint-Requier y Gabriel Pierné. según su biógrafo, el músico chileno Mario Gómez Vignes, esos seis años en París fueron los más intensos de su vida; allí se consolidó como un gran pianista y compositor e hizo muy buenas amistades. Le ofrecieron la cátedra de piano intermedio pero rechazó la oportunidad para regresar a su país y difundir el conocimiento aprendido.
En 1931 se vinculó al Conservatorio Nacional de Bogotá y un año más tarde se trasladó nuevamente a Cali por inconvenientes familiares. Poco tiempo después fundó y dirigió el conservatorio de esa ciudad. En el año de 1933 el maestro Antonio María Valencia, quien dirigía el Conservatorio de Cali, creado por acuerdo nº32 del Concejo Municipal, propuso iniciar una Escuela de Bellas Artes y decidió llamar al joven maestro Jesús María Espinosa, quien posteriormente fundó la que hoy se llama Facultad de Artes Visuales y Aplicadas de Cali.
En 1936 le fue otorgada la Cruz de Boyacá y retornó a Bogotá para dirigir el Conservatorio Nacional, manteniendo su cargo de director del Conservatorio de Cali, situación que se le volvió insostenible, teniendo que renunciar al trabajo en Bogotá año y medio después.
A pesar de ser una persona respetada a nivel nacional, fue duramente criticado por su homosexualidad encubierta y su adicción a la morfina, acentuada en sus últimos años hasta su muerte.

## Obra

### Música vocal
- Obras corales: 12 religiosas y 10 no religiosas
- Canciones: 18 entre himnos y obras en francés

### Música instrumental
- Sinfónicas: 4
- Música orquestal con solista: 5
- Música de cámara: 9
- Música para instrumento solo: 23

### Otros
- Arreglos de obras de otros compositores: 15
- (Libro) Breves apuntamientos sobre la educación musical en Colombia. Bogotá: Editorial A. J. Posse, 1932.
- (Libro) Corrientes estéticas de la música moderna, Revista del Colegio Mayor de Nuestra Señora del Rosario. N.º 311, febrero (1937): 99.